# Benedicts reagens
Benedicts reagens (ook bekend als Benedicts oplossing of Benedicts test) is een reagens dat gebruikt wordt als test op de aanwezigheid van  monosachariden (zoals glucose en fructose); sommige disachariden zoals maltose reageren ook positief. Meer algemeen wordt het Benedict reagens gebruikt om de aanwezigheid van  aldehyden in een oplossing aan te tonen. Fehlingsreagens wordt voor vergelijkbare doeleinden gebruikt, maar verschilt van het Benedictreagens in de complexvormer om het koper(II)ion in het basische milieu in oplossing te houden. In het benedictreagens wordt (een zout van) citroenzuur gebruikt, in het fehlingsreagens (een zout van) wijnsteenzuur.
Benedicts reagens bevat blauw koper(II)sulfaat (CuSO4. 5 H2O) dat door aldehyden tot rood koper(I)oxide gereduceerd wordt. Vanwege die reductie worden met name de suikers die een positieve reactie geven met Benedict, aangeduid als reducerende suikers. De aldehyden worden geoxideerd tot carbonzuren. Het koper(I)oxide is onoplosbaar in water en slaat dus neer (of blijft als een wattige wolk in de reageerbuis hangen). De uiteindelijke kleur van de oplossing hangt af van de oorspronkelijke hoeveelheid koper(II) en kan van groen tot steenrood gaan. Benedicts test kan niet gebruikt worden om de aanwezigheid van aromatische aldehyden zoals benzaldehyde vast te stellen.
Voor het uitvoeren van een test op reducerende suikers in voedsel wordt het voedsel opgelost (gepureerd) in water. Ongeveer 5 mL testoplossing wordt gemengd met 5 mL Benedicts kwalitatief reagens. Vervolgens wordt het mengsel 5 minuten in een kokend waterbad gezet. Iedere vorm van neerslag wordt gezien als een positieve reactie op de aanwezigheid van reducerende suikers in het voedsel.
Sacharose geeft een negatief resultaat met Benedicts reagens, omdat het molecuul geen aldehyde-functie bevat. Sacharose is geen reducerende suiker.
Benedicts kwalitatief reagens kan gebruikt worden om de aanwezigheid van glucose in urine aan te tonen. Als glucose in de urine voorkomt, dan is dit een aanwijzing voor diabetes. 5,0 mL van Benedicts reagens wordt met 0,5 mL urine gemengd en 5 minuten in een kokend waterbad gezet. De resultaten worden als volgt geïnterpreteerd:
| neerslag      | glucose |
| ------------- | ------- |
| geen neerslag | —       |
| Groen         | spoor   |
| Geel          | +       |
| Oranje        | ++      |
| Rood          | +++     |

Indien met deze test suiker wordt aangetoond, moet verder onderzoek uitwijzen welke suiker aanwezig is. Alleen glucose is een indicatie voor diabetes.
Benedicts kwantitatief reagens wordt gebruikt om vast te stellen hoeveel van de suiker aanwezig is. Dit reagens vormt een wit neerslag en kan gebruikt worden in een titratie:
- Doe 25.00 mL van Benedicts kwantitatief reagens in een erlenmeyer van 100 mL.
- Voeg 6 gram watervrij natriumcarbonaat toe. Je bent er zo verzekerd van dat de oplossing basisch blijft.
- Voeg een paar kooksteentjes toe en verwarm de oplossing tot deze zachtjes kookt.
- Doe het monster in de buret en voeg dit langzaam toe aan de oplossing tot de blauwe kleur verdwenen is.
- Herhaal de bepaling tweemaal, maar laat dan het grootste deel van de oplossing in een keer in de erlenmeyer lopen. Voeg vervolgens druppelsgewijs toe tot het equivalentiepunt. Wacht na elke druppel 30 seconden voor de volgende druppel wordt toegevoegd.
- Middel de resultaten.

Om de concentratie van de gebruikte Benedict oplossing vast te stellen moet deze getitreerd worden met een 1% glucose oplossing.
De concentratie van suiker in het onbekende monster wordt berekend door de volumes van de onbekende en bekende oplossing met elkaar te vergelijken volgens:
Conbekend = Cbekend * Vbekend / Vonbekend
Benedicts reagens is genoemd naar een Amerikaans chemicus, Stanley Rossiter Benedict (1884 – 1936). Het reagens wordt vaak gebruikt in plaats van Fehlings, wat meer corrosief en minder stabiel is.